# إي آر (مسلسل)
ER هي سلسلة طويلة طبية درامية من تأليف الروائي مايكل كريكتون تدور أحداثها في (غرفة الطوارئ) لمشفى المقاطعة العام في شيكاغو بولاية إيلينوي. السلسلة من إنتاج Constant c Productions وAmblin Television بالاشتراك مع Warner Bros. Television Production, Inc.

## عرض السلسلة
إي آر هو ثاني أطول سلسلة من إنتاج شبكة NBC التلفزيونية الأمريكية بعد سلسلة لو أند أوردر «القانون والتطبيق».يتألف من 15 موسم، وعرض الموسم الأخيرعلى شبكة NBC في الولايات المتحدة الأمريكية عام 2009
عرض المسلسل في منطقة الشرق الأوسط بموسمه الثامن على قناة show series إحدى قنوات شو تايم وعرض أيضا على قناة amirca plus التابعة لشبكة أوربت ويتم عرضه حالياً على قناةشبكة فوكس التلفزيونية في موسمه السادس.

## طاقم العمل
الممثلون الرئيسيون 
الطاقم الأصلي اعتمد على ممثلين غير معروفين نسبيا وهم أنتوني ادواردز بدور د.مارك غرين،جورج كلوني بدور د.دوغ روس،شيري سترينغفيلد بدور د.سوزان لويس، نوح وايلي بدور طالب الطب جون كارتر، وايريك لاسال بدور د.بيتر بنتون.جوليانا مارغوليس كضيفة شرف بدور الممرضة كارول هاثاوي أصبحت بعده ممثلة رئيسية.
رحيل الممثلين الرئيسيين
بقي المسلسل شعبيا جدا على الرغم من رحيل ليس فقط الممثلين الأصليين، بل أيضا بعض الممثلين الذين انضموا إلى السلسلة تباعاً.
المغادرة الأولى كانت لـ شيري سترينغفيلد في 1996 عندما انتقلت شخصية د.سوزان لويس لتسكن في فينيكس في حلقة الموسم الثالث «محطة الوحدة».عام 2001 عادت سترينغفيلد إلى السلسلة بدورها ذاته د.سوزان لويس في حلقة الموسم الثامن «لاتقل أبدا».ورحلت مجددا في أولى حلقات الموسم 12 «مدينة كانون».
غادر جورج كلوني السلسة عام 1999 في حلقة الموسم الخامس «العاصفة، الجزء الثاني» عندما استقال د.دوغ روس قبل أن يطرد من مشفى المقاطعة بسبب دوره في موت مريض.وظهر كلوني بشكل سريع في حلقة الموسم السادس «ياله من ألم جميل» عندما التقت شخصيته من جديد مع كارول هاثاواي.
اريك بالادينو غادر العمل في بداية الموسم الثامن في نفس الحلقة التي عادت بها شيري سترينغفيلد «لاتقل أبدا» عندما طردت شخصيته د.ديف مالوتشي للسلوك غير اللائق.
شخصية ايريك لاسال، د.بيتر بنتون، ترك في حلقة الموسم الثامن«سأكون في البيت عند الميلاد» لتمضية المزيد من الوقت مع ابنه ريس وصديقته الشخصية السابقة في السلسلة، كليو فنش.
شخصية أنتوني ادواردز، د.مارك غرين، مات بورم دماغي في حلقة الموسم الثامن «على الشاطئ».
في حلقة الموسم 10 "Freefall "يقتل روبرت رومانو الذي يلعب دوره الممثل بول ماك كرين عندماتضرب مروحية كانت تقلع من سقف المستشفى بالرياح القوية، فتحطم السقف وتهبط على جانب البناية؛ ساقطة فوق سيارة اسعاف وتهبط مباشرة على رومانو.
ترك شريف أتكنز السلسلة مرّتين؛ في حلقة الموسم10 «حيث أنّ هناك دخان» عندما يكشف شخصه الدّكتور مايكل غالانت، بأنّ الجيش سيرسله إلى العراق، وبشكل حاسم أكثر في حلقة الموسم 12 «غالانت البطل وفيكتور المأساوي» عندما نكتشف بأنّه قتل بقنبلة على الطريق بينما كان يخدم بجولة ثانية.
شخصية أليكس كنغستون، الدكتورة إليزابيث كوردي، تترك السلسلة في حلقة الموسم 11 «خوف» بعد وقوعها في مشاكل لإجرائها عملية زرع لعضو موهوب بشكل غير شرعي؛ بدلا من أن تطرد عرض عليها مشفى المقاطعة تسوية باعطائها منصباً غير دائم، لكنّها رفضته واختارت العودة إلى إنجلترا بدلا من ذلك. في مقابلة مع مجلة راديو بريطانيا، تكلّمت كنغستون عن أن شطب دورها من المسلسل كان بسبب عمرها، البيان الذي أثار بعض الجدل. وأكدت هذا الادعاء لاحقا.
تركت مينغ نا ون السلسلة بدورها في الموسم 11 عندما تركت شخصيتها، الدكتورة ديب تشين، في الحلقة "Twas the night"لكي تعتني بأبّيها المريض. كانت هذه المرة الثانية التي تترك فيها تشين مشفى بعدة أن فعلت ذلك مرة في حلقة الموسم الأول الثامنة.
نوح وايلي ترك العمل في نهاية الموسم 11، «العرض يجب أن يستمرّ» عندما قرر شخصه، الدّكتور جون كارتر، قرّر أن يلتقى ثانية مع صديقته Kem Likasu في أفريقيا. وايلي كان آخر فريق الممثلين الأصليين مغادرة، مع ذلك ظهر في الموسم 12 وأيضا في الموسم 13.

## الجوائز
حصل مسلسل ER على جائزة جورج فوستر بيابودي عام 1995.بالإضافة إلى ذلك ترشح لـ جائزة الإيمي 117 مرة معادلاً بذلك سلسة تشيرز لأكبر عدد مرات الترشح وحصل على الجائزة 22 مرة.حصل أيضا على جائزة اختيار الجمهور كل سنة من 1997 وحتى 2002 وترشح لجوائز عديدة أخرى، واضعاُ نفسه ضمن قائمة المسلسلات الأسطورية.
- جوائز الإيمي
- أفضل سلسلة درامية (1996)
- أفضل ممثلة مساندة في سلسلة درامية — جوليانا مارغوليس (1995)
- أفضل إخراج فردي في سلسلة درامية — ميمي ليدر لحلقة «ضاع عمل الحبّ» (1995)
- جوائز جولدن جلوب
- أفضل ممثل في سلسلة تلفزيونية — أنتوني إدواردز (1998)
- جوائز نقابة الممثلين
- أفضل أداء لطاقم كامل في سلسلة درامية (1996-1999) 4 مرات.
- أفضل أداء لممثلة في سلسلة درامية — جوليانا مارغوليس (1998-1999) مرتان.
- أفضل أداء لممثل في سلسلة درامية — أنتوني إدواردز (1996، 1998) مرتان.

## إصدارات DVD
تم إصدار المواسم الخمسة الأولى على أقراص DVD في الولايات المتحدة الأمريكية، كندا،هونغ كونغ والعديد من الأسواق الأخرى، كما تم إصدار المواسم الستة الأولى في المملكة المتحدة.

## روابط خارجية
- إي آر على موقع IMDb (الإنجليزية)
- إي آر على موقع ميتاكريتيك (الإنجليزية)
- إي آر على موقع الموسوعة البريطانية (الإنجليزية)
- إي آر على موقع روتن توميتوز (الإنجليزية)
- إي آر على موقع أول موفي (الإنجليزية)
- إي آر على موقع فيلمافينيتي (الإسبانية)
- إي آر على موقع كينوبويسك (الروسية)
- إي آر على موقع ألو سيني (الفرنسية)
- إي آر على موقع قاعدة بيانات الفيلم (الإنجليزية)